# 林雲 (萬曆進士)
林雲（？—?），字從龍，號澹玄，福建福州府侯官县民籍，福清縣人。明朝政治人物。

## 生平
十一月初九日生，治诗经。万历十三年（1585年）乙酉科福建鄉試第二十五名舉人，萬曆二十三年（1595年）登乙未科會試第一百二十八名，廷試三甲第一百二十四名进士，禮部觀政，本年十二月授浙江西安县知縣，邑故产矿，中贵采取，忤即糾奏，民将挈妻子逃，雲曰：吾在无虞。广募矿商议，四在官，六與民。又勒兵以防叵测，邻邑皆仿行之。又捐锾买谷，贮四乡常平仓，授册乡长，凡贫产女者给五石，岁活女千馀。岁当大造，除隐洒之弊。捐俸建钟楼，置学田。擢南户部主事，以疾卒，无以斂，同里叶向高经纪其丧，归櫬日，阖邑哭送。

## 家族
曾祖林仕元。祖林以成，寿官。父林舜卿，庠生、贈文林郎知縣。母鄭氏，贈孺人；继母蔡氏、陈氏。慈侍下。娶连氏，封孺人。子伯学、仲学、叔学、季学、幼学、後學。